# Hong Kong English Pop
Hong Kong English Pop (chinesisch 香港英語流行音樂, Pinyin Xiānggǎng Yīngyǔ Liúxíng Yīnyuè, Jyutping Hoeng1gong2 Jing1jyu5 Lau4hang4 Jam1ngok6 – „Englischer Pop aus Hongkong“) ist ein Musikgenre, das aus englischsprachigen Liedern besteht, die in Hongkong gemacht, aufgeführt und populär gemacht werden. Bei den Hongkongern ist es schlicht als English Pop (英語流行曲) bekannt. Der Höhepunkt der English-Pop-Ära in Hongkong war von den 1950er bis Mitte der 1970er Jahre.